# Gewone boksdoorn
De gewone boksdoorn (Lycium barbarum) is een plant uit de nachtschadefamilie (Solanaceae). De struik is oorspronkelijk afkomstig uit Azië.

## Verspreiding
De soort komt van origine voor in China en is in de 18e eeuw in Europa ingevoerd. Boksdoorn is steeds verder verspreid en komt, al dan niet gekweekt, voor in grote delen van de wereld. De plant is in Nederland en België vrij algemeen in de zeeduinen en langs de grote rivieren, verder zeldzaam in heggen, struwelen en op oude muren.

## Beschrijving
De lange, gebogen tot drie meter lange takken zijn van tot ruim drie centimeter lange doorns voorzien. De takken verhouten en slingeren zich tussen andere planten door tot over de laagste takken van een dicht bijstaande boom. De donkergroene 2-5 cm lange, grijsgroene bladeren zijn langwerpig. De bloemen bestaan uit vijf kroon- en vijf kelkbladen zoals gebruikelijk bij de nachtschadefamilie, de kleur is violet tot paars. Ze staan alleen of in kleine groepjes tezamen. De meeldraden steken uit. De 1,5–2 cm grote ovaal gevormde bessen zijn oranjerood van kleur. Voor ze indrogen zijn ze zeer saprijk en barsten gemakkelijk. De verspreiding van zaden kan over grote afstanden plaatsvinden doordat ze vastkleven in de vacht van passerende dieren. Gewone boksdoorn is tevreden op oligotrofe grond.

## Gebruik
Vanwege de doorns wordt de plant wel gebruikt als afscheiding.
De plant en vooral de vrucht ervan, bevat verschillende vitaminen en andere organische stoffen als aminozuren, caroteen, polysachariden en rutine. De bessen worden onder de naam 'gojibes' commercieel geteeld voor consumptie op plantages aan de Gele Rivier in de autonome regio Ningxia in China. In China wordt de vrucht al duizenden jaren verwerkt in sappen, wijnen, likeuren en bieren en kent ze velerlei medicinale toepassingen. Bladeren en jonge uitlopers van de struik worden vers of gekookt gegeten, van gedroogd blad kan thee gezet worden. De smaak is pepermuntachtig. De smaak van de bes is wat frisser dan van krenten. Ze worden in gedroogde vorm verhandeld of vers verwerkt in bijvoorbeeld vruchtensappen. Ook komen ze diepgevroren op de markt.
Uit de pitten wordt olie geperst om mee te koken, als smeermiddel te dienen of om de huid te verzorgen.

## Giftigheid
Het eten van grote hoeveelheden kan leiden tot misselijkheid en braken. Ook zijn er allergische reacties bekend.

## Afbeeldingen

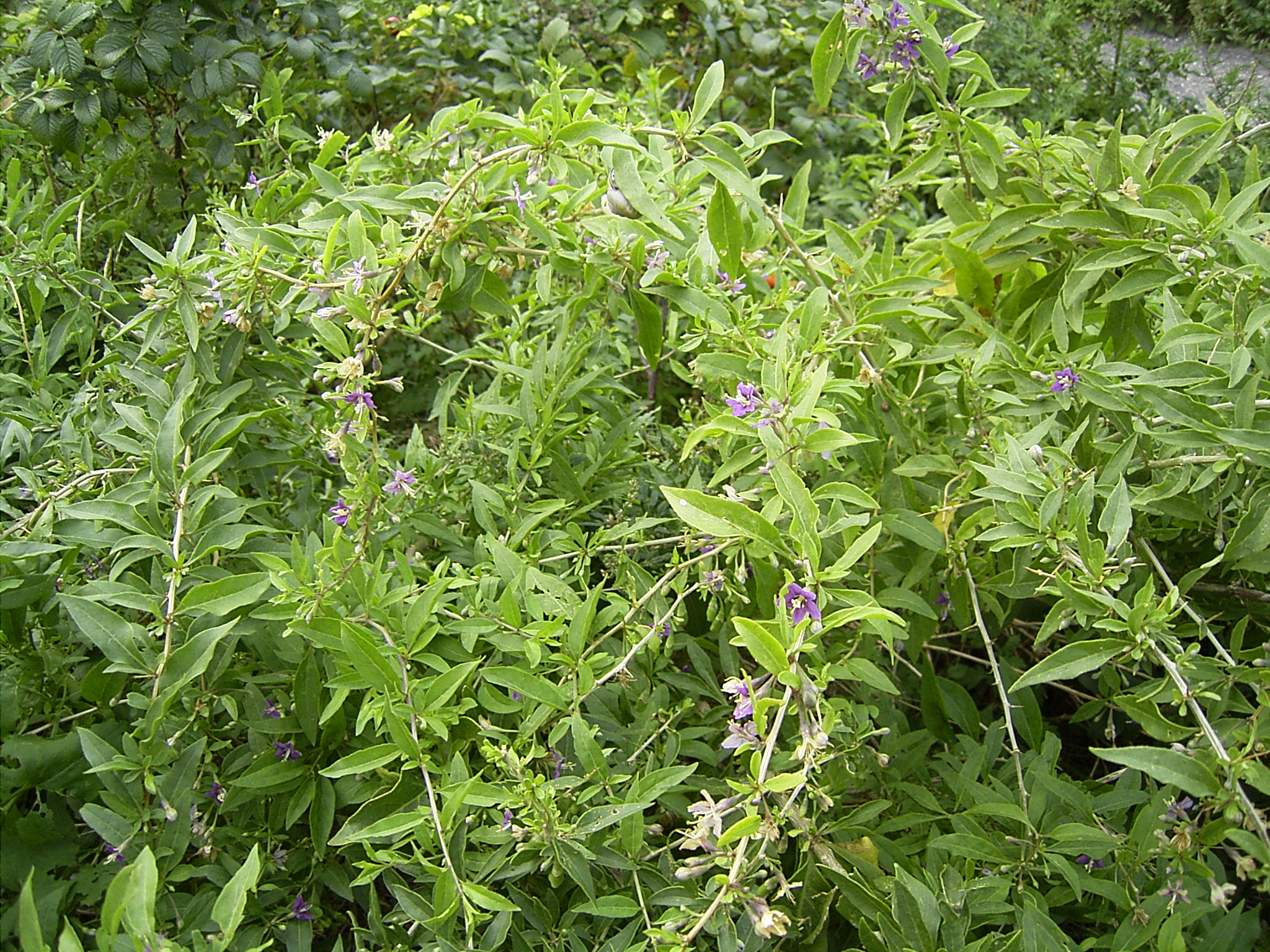
De boksdoorn
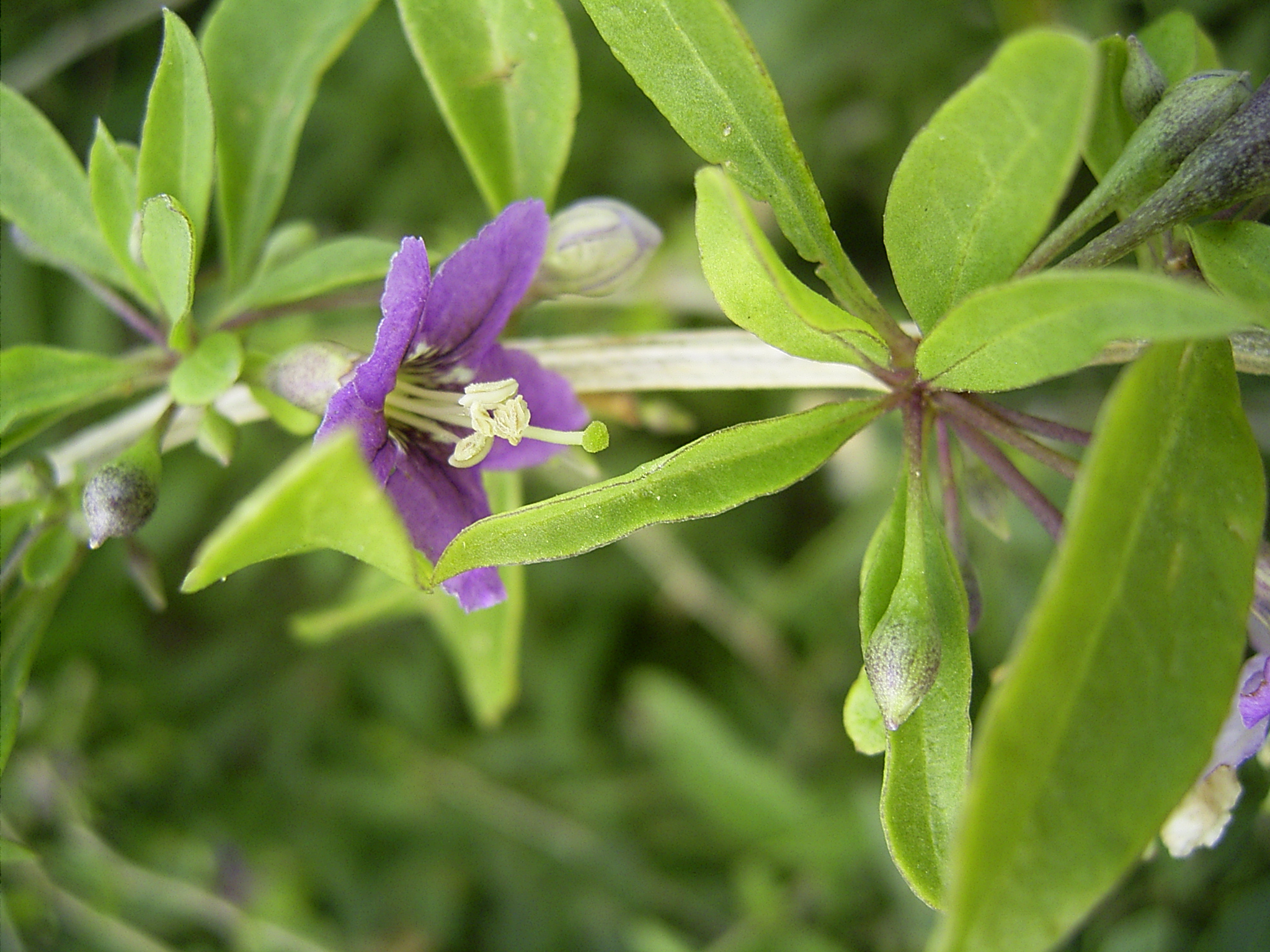
De boksdoorn van dichtbij gefotografeerd
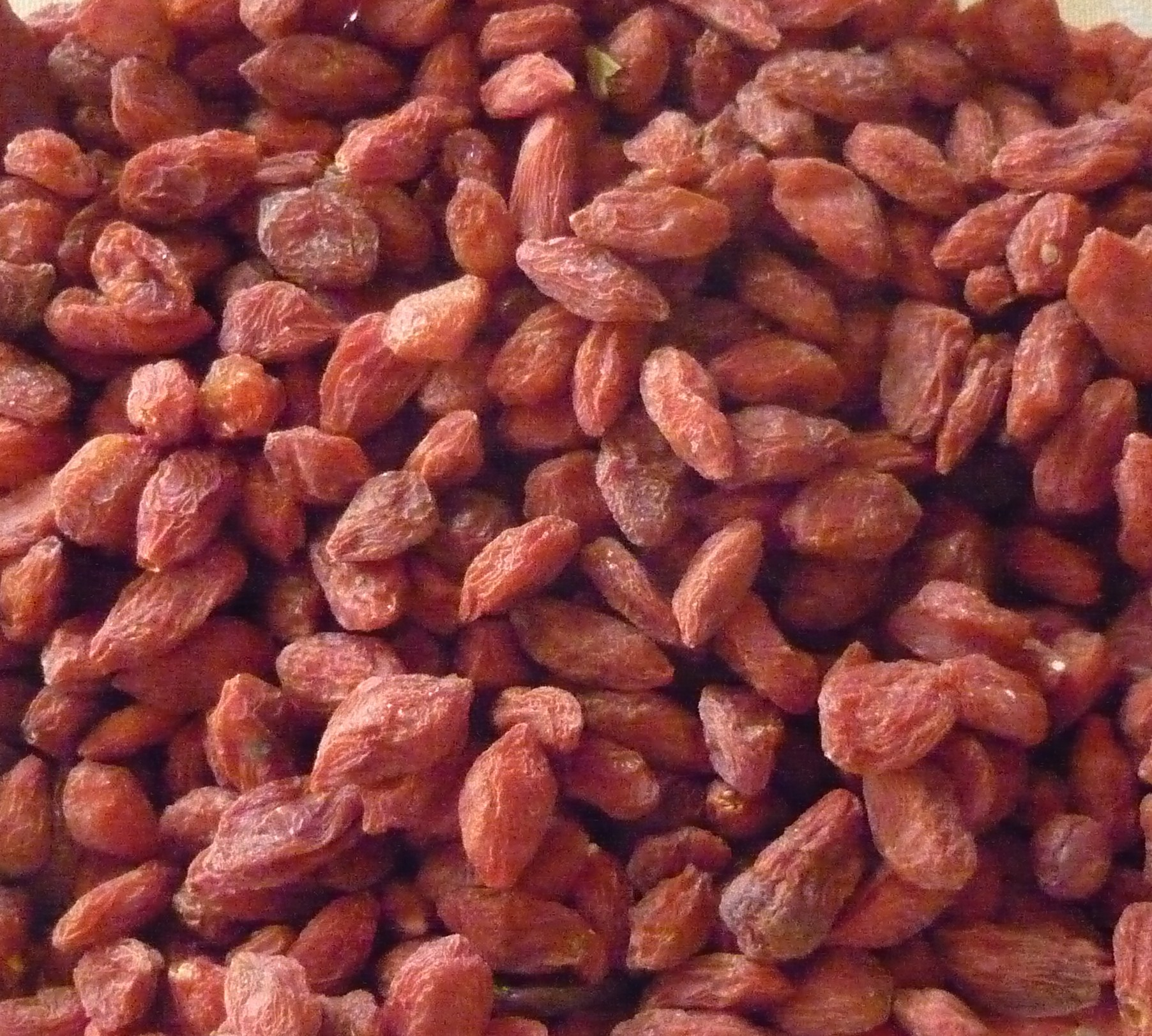
Gedroogde gojibessen
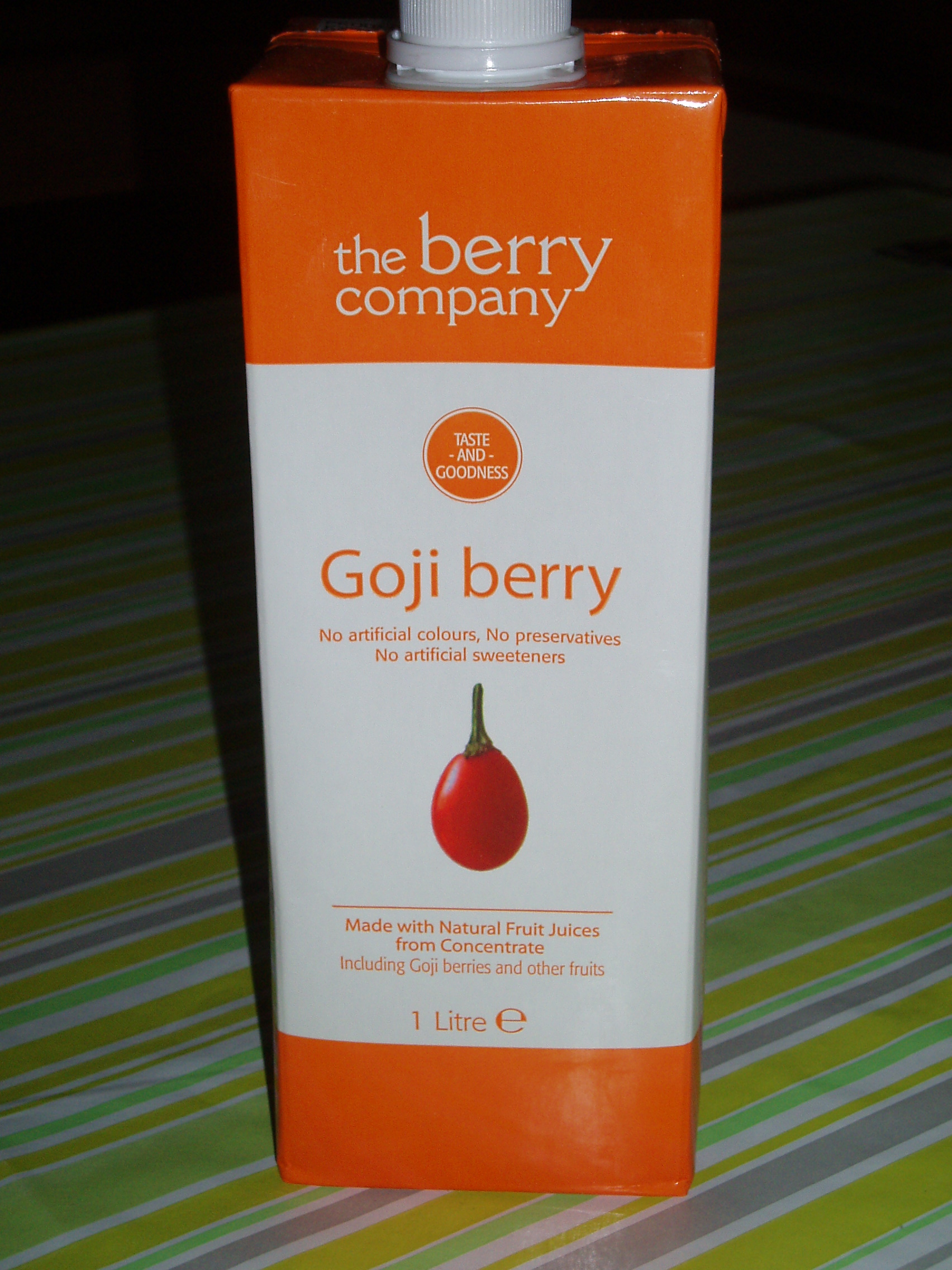
Gojibessensap